# Neidpath Castle
Neidpath Castle ist die Ruine eines Tower House etwa 1,6 Kilometer westlich von Peebles in der schottischen Council Area Scottish Borders. Die Burg mit L-förmigem Grundriss liegt über dem Tweed und ist nicht öffentlich zugänglich.

## Geschichte
Eine frühe Burg an dieser Stelle ließ vermutlich Simon Fraser aus Oliver Castle zwischen 1263 und 1266 errichten. Zu dieser Zeit war er High Sheriff des Tweedtales. Anfang des 14. Jahrhunderts erwarb der Clan Hay das Baronat Neidpath durch Heirat mit der Fraser-Erbin. Sir William de Haye († ca. 1390) ließ vermutlich die heutige Burg Ende des 14. Jahrhunderts erbauen. Sie blieb bis zum 17. Jahrhundert in der Familie, auch wenn der Enkel von Sir William, Sir William Hay die Tochter und Erbin von Sir Hugh Gifford of Yester heiratete und so auch Yester Castle in seinen Besitz kam, das zum Sitz der Familie wurde; Neidpath Castle aber blieb in Benutzung. Maria Stuart besuchte die Burg 1563 und ihr Sohn, König Jakob VI., 1587.
1645 wurde Neidpath Castle erneut mit einer Garnison gegen die royalistischen Truppen unter der Führung von James Graham, 1. Marquess of Montrose, belegt, wenn auch John Hay of Yester sich im Folgejahr den königlichen Truppen anschloss und von König Karl II. von England zum 1. Earl of Tweeddale ernannt wurde. Im Zuge von Oliver Cromwells Invasion von Schottland 1650 wurde auch Neidpath Castle angegriffen. Mike Salter berichtet, dass die Burg kampflos übergeben wurde, auch wenn andere Quellen angeben, dass der längste Kampf aller Festungen südlich des Forth nötig war, um eine Übergabe der Burg zu erzwingen. James Taylor schrieb 1887, dass der Turm aus dem 13. Jahrhundert bei Artillerieangriffen während der Belagerung zerstört worden sei. In den 1660er-Jahren ließ der 2. Earl of Tweeddale die Burg umbauen und Nebengebäude hinzufügen. Er war ein “landwirtschaftlicher Reformer”, der eine Allee von Eiben anpflanzen ließ, von der eine Seite bis heute erhalten ist. Aber er wurde bankrott erklärt und verkaufte Neidpath Castle 1686 an William Douglas, 1. Duke of Queensberry.
1693 gab Lord Queensbury die Burg seinem zweiten Sohn, William Douglas, der später zum 1. Earl of March erhoben wurde. Dessen Sohn ‘’William’’, der 2. Earl, ließ im 18. Jahrhundert Veränderungen an der Burg durchführen. Der 3. Earl erbte das Anwesen und den Titel des Duke of Queensberry 1778 und verpachtete anschließend Neidpath Castle. Einer der Pächter war der Geschichtswissenschaftler Adam Ferguson. Die Burg wurde dann aber vernachlässigt und 1790 war das oberste Stockwerk des Flügels eingestürzt. William Wordsworth und Walter Scott besuchten beide Neidpath Castle im Jahre 1803. Nach dem Tod des Earls im Jahre 1810 erbte der Earl of Wemyss die Burg und das Earldom of March; der Titel des Duke of Queensberry aber fiel an die Scotts of Buccleuch. Neidpath Castle gehört heute noch dem Earl of Wemyss; die Erben des Earls tragen den Höflichkeitstitel „Lord Neidpath“.

## Beschreibung

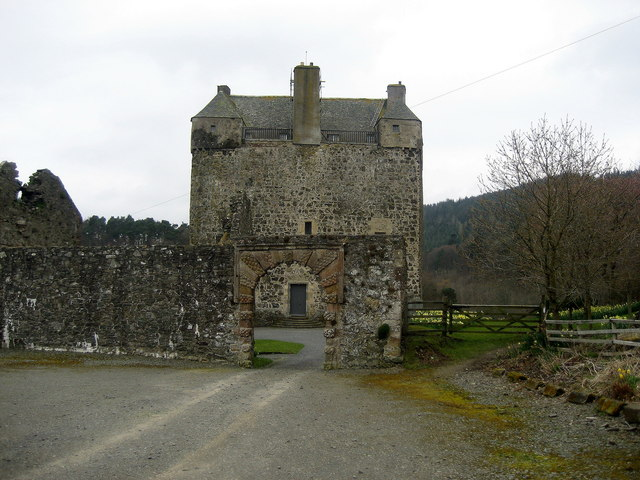
Einfahrt zu Neidpath Castle

Neidpath Castle ist ein hohes Tower House mit L-förmigem Grundriss, wobei der Flügel des L sehr kurz ist. Es hat gerundete Ecken. Die Wehrgänge sind mit Dächern versehen und der Postengang ist ein mit Balustrade versehener Balkon. Es gibt nur wenige Fenster, von denen zwei noch ihre eisernen Gitter besitzen. Erdgeschoss und Rittersaal im 1. Obergeschoss haben Gewölbedecken und der Rittersaal ist durch eine Holzdecke in zwei Stockwerke geteilt. Im Keller gibt es ein Kerkerloch und im Tower House sind einige Artefakte aus der Gegend ausgestellt. Es gibt Überreste eines teilweise eingefriedeten Gartens. Der Tordurchgang ist sowohl mit dem Geißkopfemblem der Hays als auch mit dem Erdbeeremblem der Frasers dekoriert.
Historic Scotland hat Neidpath Castle als historisches Bauwerk der Kategorie A gelistet. Bis 2018 war es außerdem als Scheduled Monument klassifiziert.

## Geister
Die Burg soll vom Geist von Jean Douglas heimgesucht werden, auf den sich Walter Scott in seinem Gedicht als The Maid of Neidpath, die jüngste Tochter von William Douglas, Earl of March, bezieht. Ihr war verboten, den Sohn des Lairds von Tushielaw zu heiraten, der als unter ihrem Stand betrachtet wurde. Sie verfiel, als ihr Geliebter weggeschickt wurde. Als er zurückkam, war sie so verfallen, dass er sie nicht mehr erkannte, sodass sie an gebrochenem Herzen starb. Sie soll gekleidet in ein langes, braunes Kleid mit einem großen, weißen Kragen auftauchen.

## In Film und Fernsehen
Neidpath Castle diente als Drehort für viele Filme und Fernsehserien, zum Beispiel Merlin von 1998 mit Jason Connery in der Hauptrolle unter der Regie von David Winning, der im September / Oktober 1997 gedreht wurde.